# NGC 1618
NGC 1618 је спирална галаксија у сазвежђу Еридан која се налази на NGC листи објеката дубоког неба.
Деклинација објекта је - 3° 8' 55" а ректасцензија 4h 36m 6,6s. Привидна величина (магнитуда) објекта NGC 1618 износи 12,7 а фотографска магнитуда 13,5. NGC 1618 је још познат и под ознакама MCG -1-12-34, IRAS 04336-0314, PGC 15611.